# Сэя (Иокогама)
Сэя — один из 18 административных районов города Иокогама.

## История
Археологи нашли каменные орудия периода японского палеолита и керамические черепки периода Дзёмон, руины домов периода Яёй и гробницы периода Кофун во многих местах в этом районе.

## География
Расположен в восточной части префектуры Канагава и в центрально-западном районе города Иокогама. Район в основном равнинный, с разбросанными небольшими холмами.

## Экономика
Это в основном региональный коммерческий центр и спальный район в центре Иокогамы.